# J. Edgar Hoover FBI Building

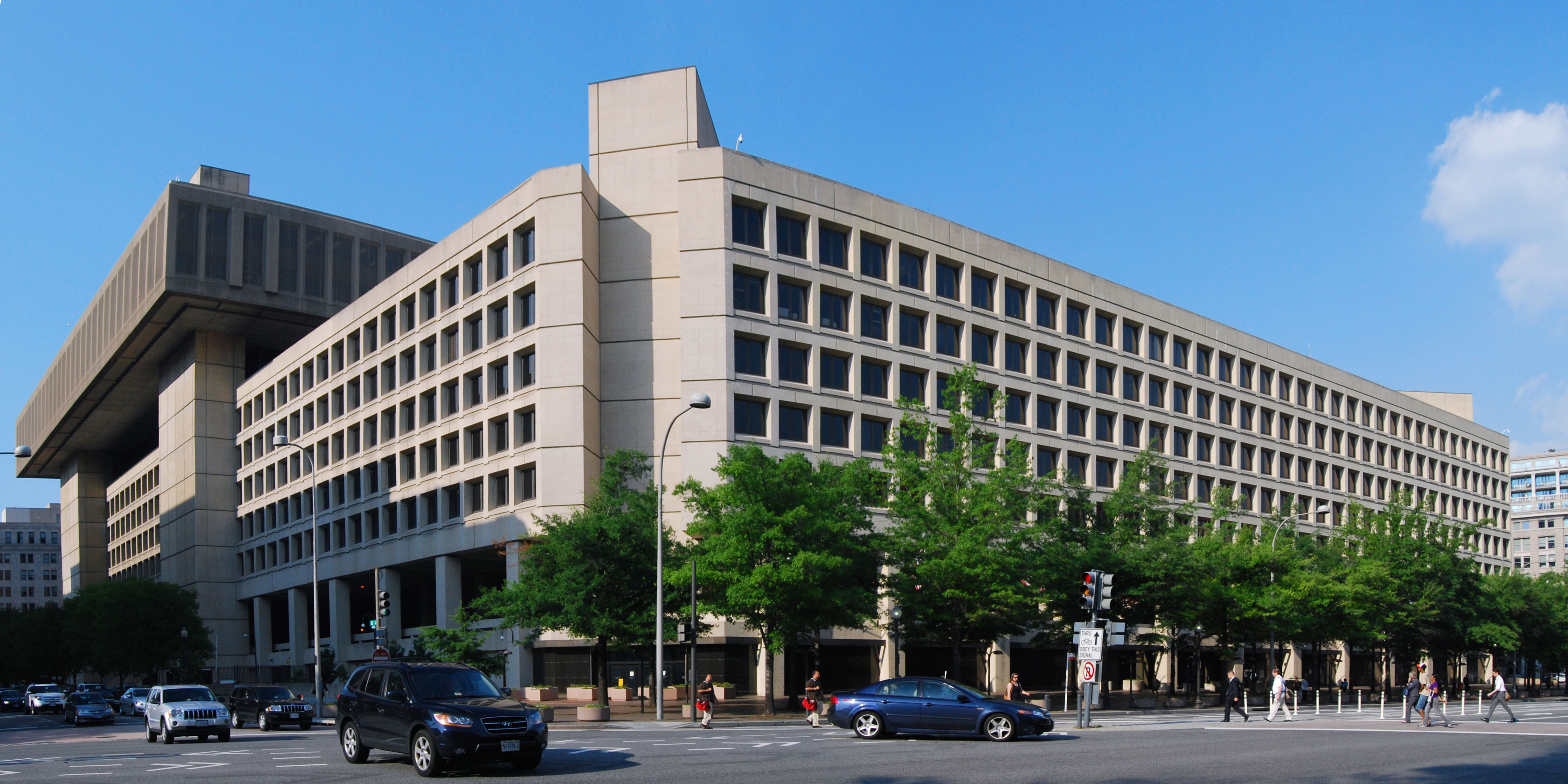
J. Edgar Hoover FBI Building in Washington, D.C.

Das J. Edgar Hoover FBI Building ist das Hauptquartier des Federal Bureau of Investigation. Das Gebäude wurde nach dem ersten Direktor des FBI in seiner heutigen Form, J. Edgar Hoover benannt. Es befindet sich in Washington, D.C. auf der Pennsylvania Avenue. Das Gebäude wurde am 30. September 1975 eingeweiht.

## Geschichte
Bevor das J. Edgar Hoover Building gebaut wurde, hatte das FBI seine Büros im Gebäude des Justizministeriums. Im Jahr 1939 wurde ein eigenes Gebäude beantragt. 1941 wurden die ersten Pläne für das neue FBI-Gebäude vorgestellt; die Realisierung wurde jedoch wegen des Zweiten Weltkriegs verschoben. Später, im Jahr 1962, billigte der US-Kongress das neue FBI-Gebäude. Dessen Design wurde 1964 durch den Architekten Charles Murphy fertiggestellt. Die Bauarbeiten begannen am 6. Dezember 1967. Ab 1974 zogen die ersten FBI-Mitarbeiter ins neue Gebäude. Die offizielle Einweihung fand jedoch erst am 30. September 1975 durch Präsident Gerald Ford statt.
Da es mit der Zeit baufällig geworden war, bewilligte der US-Kongress einen Neubau; die Kosten wurden mit 3 Mrd. US-Dollar veranschlagt. Kurz nach dem Amtsantritt von Donald Trump als Präsident ließ dieser jedoch die Planungen stoppen und schlug stattdessen 2018 vor, dass im Zentrum der Hauptstadt nur noch ein kleineres FBI-Hauptquartier entstehen solle; 2300 der FBI-Mitarbeiter sollten ins Landesinnere verlegt werden.